# Carl Bradbury
Carl Bradbury (Sunderland, 4 november 1996) is een Brits youtuber. Daarnaast is hij ook actief op Facebook, Instagram, Snapchat, Twitter en andere sociale media.

## Geschiedenis
In 2012 startte hij met een YouTube-kanaal. In februari 2013 uploadde hij zijn eerste video, Bullies, die door 3.200 personen werd geliket.
In januari 2016 startte hij zijn Facebook-pagina, waarop hij onder meer foto's, filmpjes en memes plaatst, onder andere over de zangeres Adele. Die memes werden overgenomen door The LadBible en MTV.
Bradbury verscheen in januari 2017 in het televisieprogramma Virtually Famous, op E4. In het onderdeel Meet the Makers moesten de deelnemers raden welke van de drie video's door Bradbury gemaakt was. Hij was ook aanwezig op het Tulley's ShockFest Press Night Event.

## Sociale media
Laatst geüpdatet op 18 mei 2020.
| Volgers op sociale media | Volgers op sociale media | Volgers op sociale media | Volgers op sociale media | Volgers op sociale media |
| Facebook                 | Instagram                | Twitter                  | YouTube                  | TikTok                   |
| ------------------------ | ------------------------ | ------------------------ | ------------------------ | ------------------------ |
| 1.280.306                | 35,679                   | 5.405                    | 353.000°                 | 8.420                    |

°Dit getal is bij benadering.